# Chrysacris qinlingensis
Chrysacris qinlingensis är en insektsart som beskrevs av Zheng, Z. 1983. Chrysacris qinlingensis ingår i släktet Chrysacris och familjen gräshoppor. Inga underarter finns listade i Catalogue of Life.